# Fluchthaube

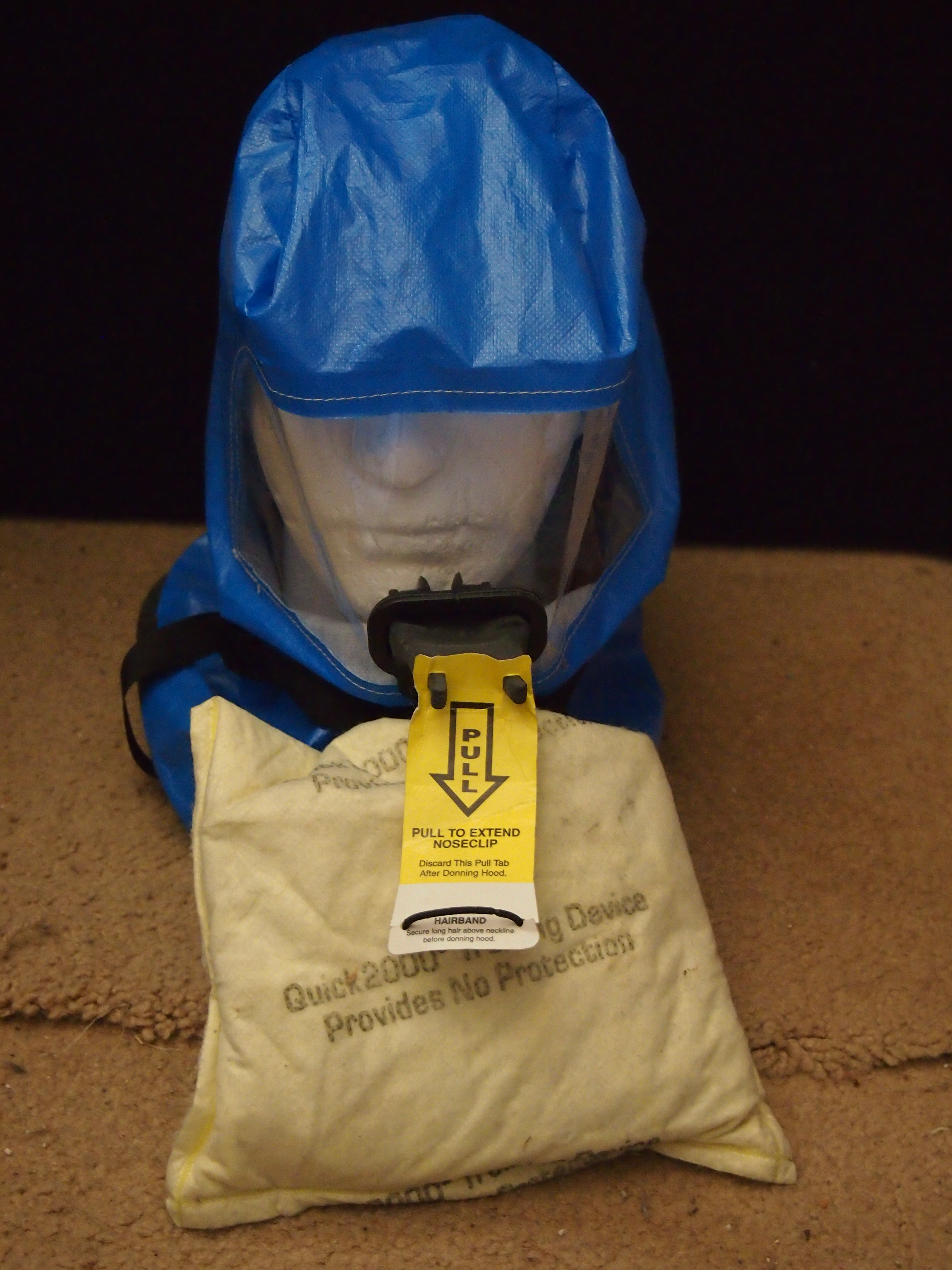
Eine Fluchthaube auf einem Dummy

Eine Fluchthaube (auch: Brandfluchthaube) ist eine Schutzhaube aus beschichtetem Gewebe mit integriertem Sichtfenster und Mehrbereichsfilter, die vor allem von der Feuerwehr zur Rettung von Personen aus verrauchten Bereichen, meist aus brennenden Gebäuden, verwendet wird.
Diese Haube besteht in der Regel aus kunststoffbeschichteten Textilien, einem relativ flexiblen Sichtfenster aus Kunststoff und einem in die Fluchthaube integrierten Filter. Der Filter verhindert das Eindringen von giftigen Brandfolgeprodukten (Gase, Dämpfe, Ruß) und auch Kohlenstoffmonoxid, die im Rauch eines Brandes vorhanden sind und zu tödlichen Rauchgasvergiftungen führen können.
Die Schutzwirkung gegen Kohlenstoffmonoxid (CO) wird durch einen katalytischen Filter (Hopkalit) erreicht, der die Oxidation von CO mit Luftsauerstoff zu CO2 katalysiert und gesteuert durch ein Rückschlagventil nur beim Einatmen durch ein Mundstück durchströmt wird.
Eine Fluchthaube ist im Prinzip ein umluftabhängiges Atemschutzgerät (Fluchtfiltergerät), das giftige Gase aus der Luft herausfiltert. Anders als pressluftbetriebene Atemschutzgeräte schützt eine Fluchthaube jedoch nicht gegen Sauerstoffmangel in der Umgebungsluft.
Fluchthauben neuerer Bauart werden hauptsächlich von Feuerwehren verwendet. Sie besitzen ebenfalls ein Sichtfenster und bestehen größtenteils aus schwer entflammbarem Kunststoff. An sie kann ein Pressluftatmer angeschlossen werden. Durch den erzeugten Überdruck in der Fluchthaube muss sie zudem nicht vollständig abgeschlossen sein, giftige Gase können nicht in das Innere gelangen. Zudem wird die zu rettende Person mit frischer Atemluft versorgt. Für den Atemschutzgeräteträger, an dessen Pressluftatmer die Fluchthaube angeschlossen wird, bedeutet dies einen erhöhten Atemluftverbrauch, da nun auch die zu rettende Person mit Atemluft versorgt wird.